# Sumatra Meridional
Sumatra Meridional ou Samatra Meridional (Sumatera Selatan, em indonésio) é uma província da Indonésia com capital em Palimbão. Encontra-se na ilha de Sumatra e limita com as províncias de Lampung ao sul, Bengkulu a oeste e Jambi ao norte. Ao largo da costa oriental estão as ilhas de Bangka e Belitung, que foram desmembradas de Sumatra do Sul para constituir uma província separada (Bangka-Belitung) em 2000.
Na região da atual província existiu, durante a Alta Idade Média, o Império Serivijaia, que devido à localização estratégica perto do estreito de Malaca foi um grande império comercial. No século XIX a ilha de Samatra esteve sob domínio do Reino dos Países Baixos. Desde 1949, passou a formar parte da República da Indonésia.
A província tem cerca de 7 milhões de habitantes, e área de 53435,72 km2.